# Abdülkadir Özmen
Abdülkadir Özmen – turecki zapaśnik walczący w stylu wolnym. Ósmy w Pucharze Świata w 2019. Mistrz Europy juniorów w 2011 i drugi w 2012 roku. 